# Ikkosz
Ikkosz (Kr. e. 5. század) ókori görög filozófus.
Tarentumból származott, tudós szofista volt. Ifjabb kortársával, a szelümbriai Hérodikosszal együtt az orvosi gimnasztika egyik megalapítója volt. Következetesen hangsúlyozta a mértékletesség és a testgyakorlás üdvös hatását az ember egészségére és munkabírására, amelyet önmagán és azokon a nagyszámú ifjakon próbált ki, akiknek testi nevelésével foglalkozott. Mértékletes életmódja közmondásossá vált; Platón szerint szüzességét egész életén át megőrizte. Munkái nem maradtak fenn.